# Muồng hoàng yến
Muồng hoàng yến (danh pháp hai phần: Cassia fistula L.) là loài thực vật có hoa thuộc phân họ Vang của họ Đậu (Fabaceae). Loài này còn có một số tên khác như muồng hoàng hậu, hoa lồng đèn, bò cạp nước, bò cạp vàng, mai dây, mai hoàng hậu, cây xuân muộn hoặc mai nở muộn. Ở Việt Nam, các thương gia buôn bán cây cảnh tiếp thị loài này với tên là Osaka hay Osaka hoa vàng.
Loài muồng này có nguồn gốc từ miền nam châu Á, từ miền nam Pakistan kéo dài về phía đông qua Ấn Độ tới Đông Nam Á và về phía nam tới Sri Lanka. Loài hoa này là quốc hoa của Thái Lan và là hoa tượng trưng cho bang Kerala của Ấn Độ. Đây là loài cây trung tính, thiên về ưa sáng, mọc nhanh, chịu hạn tốt. Cây con ưa bóng nhẹ.

## Đặc điểm

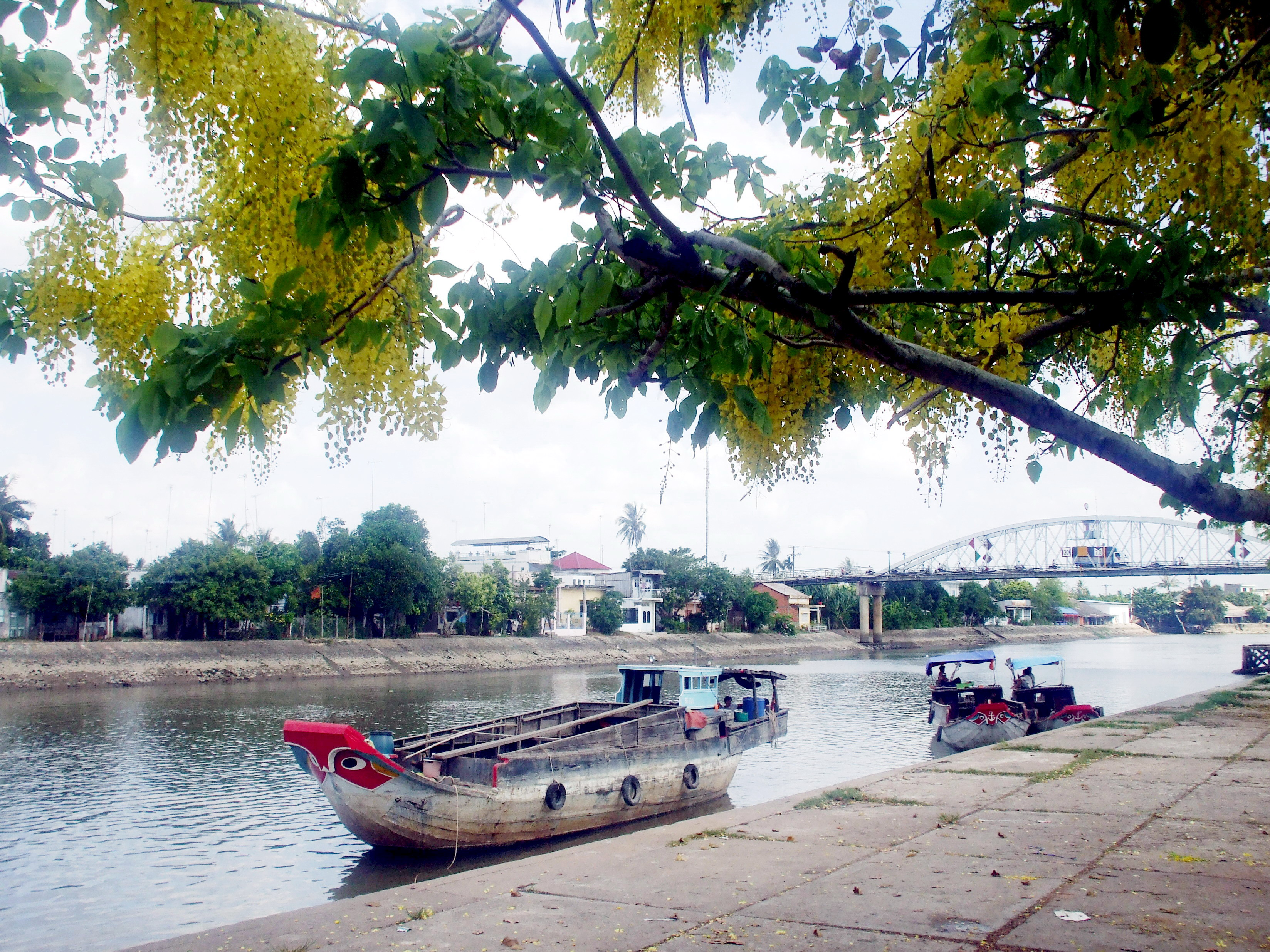
Muồng hoàng yến trổ hoa bên kênh Chợ Lách

Cây gỗ nhỡ bán thường xanh hay sớm rụng, cao tới 10–20 m, lớn nhanh. Đường kính thân cây khoảng 40 cm. Vỏ thân màu xám trắng, vỏ thịt màu hồng dày 6–8 mm thường được dùng làm thuốc nhuộm màu đỏ. Gỗ có giác lõi phân biệt, cứng, nặng có thể dùng trong xây dựng nhà cửa, đóng đồ gia dụng, nông cụ. Lõi giàu tanin. Cành nhẵn, lá kép lông chim một lần chẵn, mọc cách, dài 15–60 cm với 3-8 cặp lá chét sớm rụng. Lá chét mọc đối, hình bầu dục rộng đến bầu dục dài, dài 7–21 cm rộng 4–9 cm, đầu nhọn, gốc hình nêm, rộng, nhẵn.

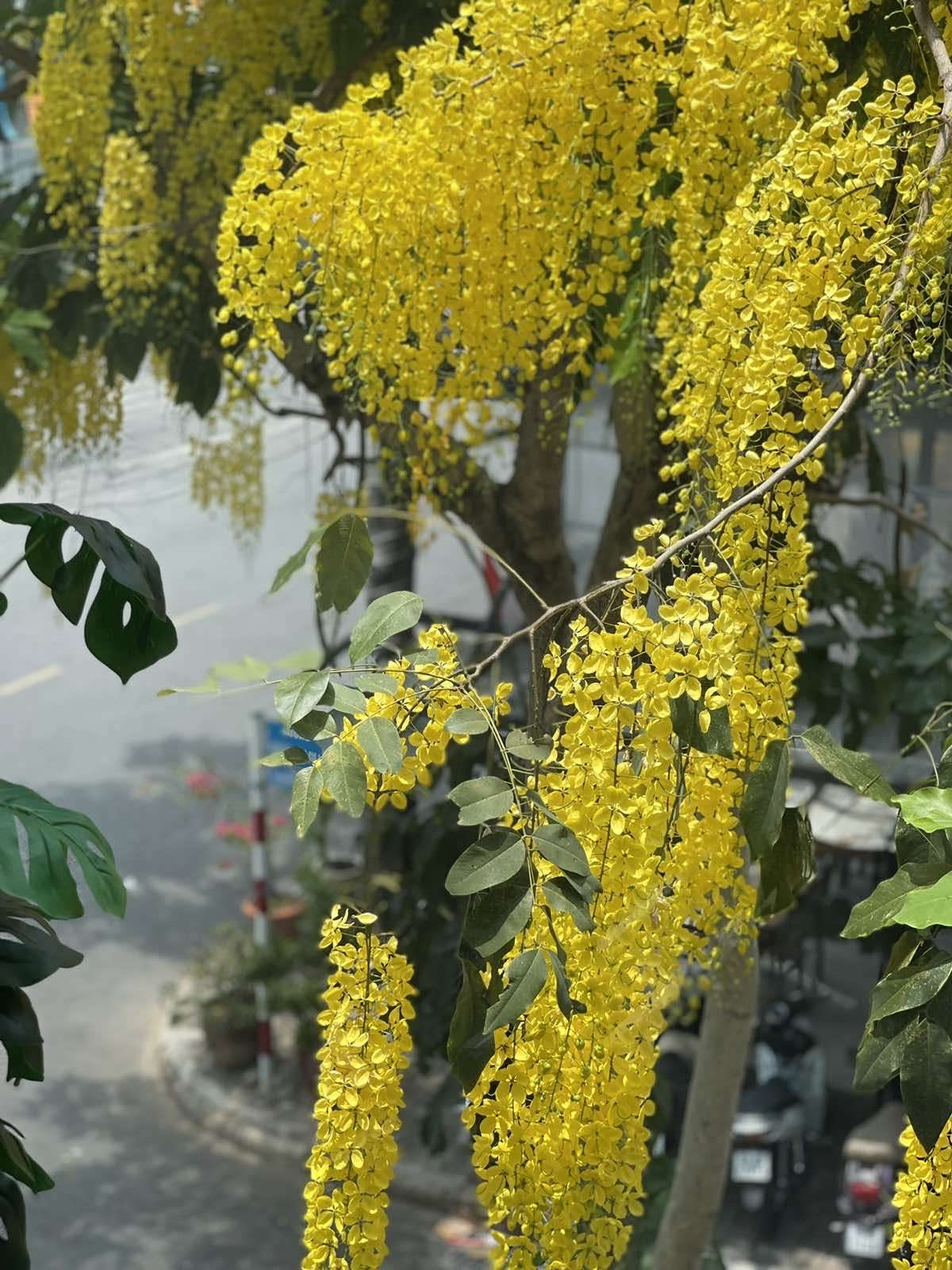
Hoa muồng hoàng yến

Cụm hoa lớn, nhiều hoa nhưng thưa, dạng cành hoa rủ xuống dài 20–40 cm; cuống chung nhẵn, dài 15–35 cm hoặc có thể hơn. Cánh hình bầu dục mặt ngoài phủ lông mượt. Mỗi hoa đường kính 4–7 cm với 5 cánh hoa màu vàng tươi có hình bầu dục rộng, gần bằng nhau có móng ngắn; nhị 10, bao phấn phủ lông tơ ngắn. Bầu và vòi nhụy phủ lông tơ mượt. Quả dạng quả đậu hình trụ, hơi có đốt, dài 20–60 cm hoặc hơn, đường kính quả 15–25 mm, mang nhiều hạt trái xoan rộng, khi khô có vỏ cứng, có thể dùng làm thuốc xổ; thịt quả có mùi hôi khó chịu. Mùa hoa tháng 5-7 (Bắc bán cầu) hay tháng 11 (Nam bán cầu). Hoa nở rộ và sai hoa nên rất đẹp. Các hạt có chứa chất Bisacodyl.

## Trồng và sử dụng

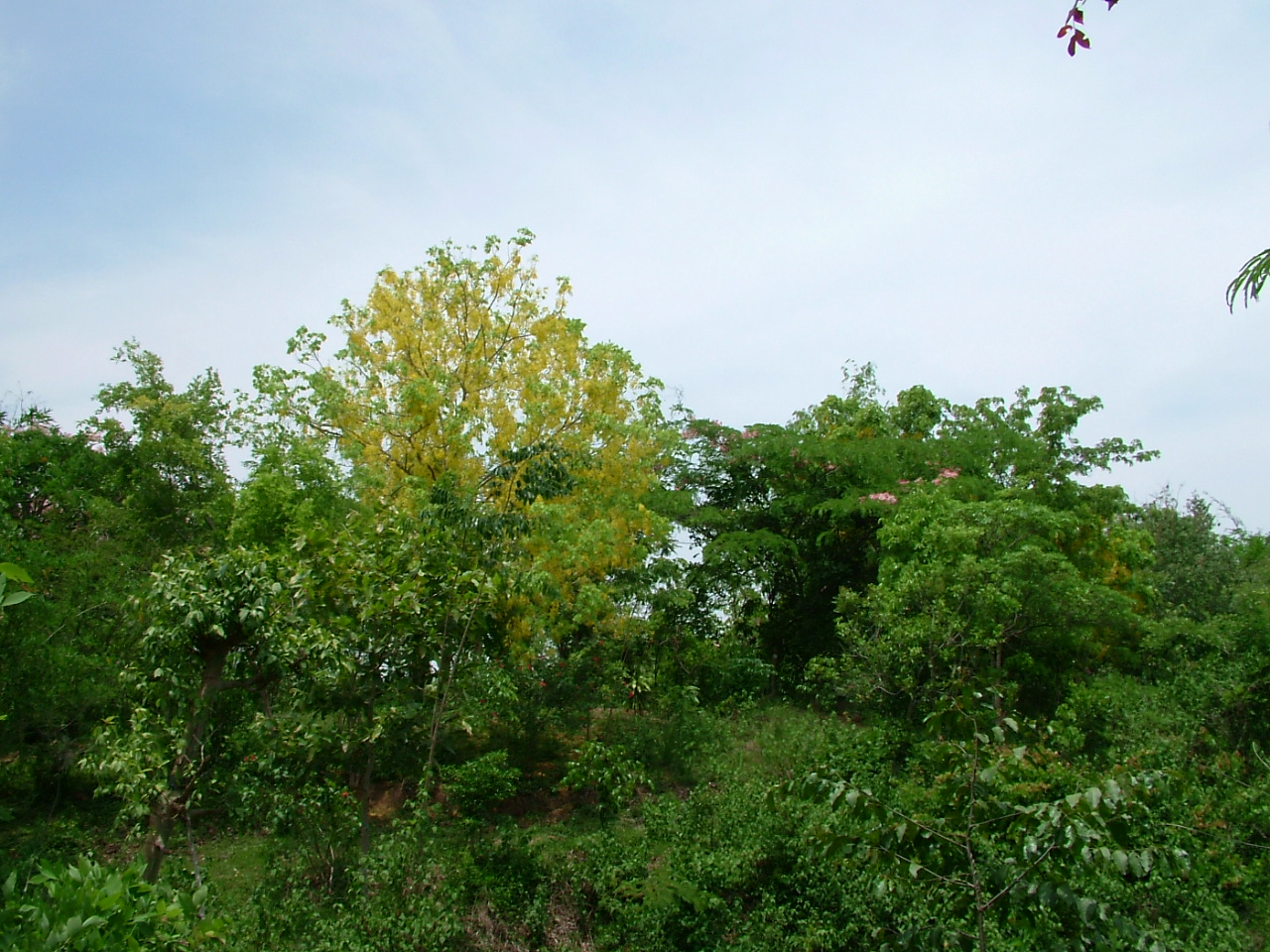
Muồng hoàng yến trong rừng Trohbư Bản Đôn

Muồng hoàng yến phát triển tốt tại khu vực nhiều nắng và thoát nước tốt, không thích hợp với điều kiện khí hậu khô cằn hay giá lạnh; mặc dù nó chịu được hạn và mặn.
Muồng hoàng yến là quốc hoa của Thái Lan và tại đây nó được gọi là dok khuen; các hoa màu vàng của nó tượng trưng cho hoàng gia Thái. Tên của Lễ hội hoa năm 2006, Royal Flora Ratchaphruek (มหกรรมพืชสวนโลกเฉลิมพระเกียรติฯ ราชพฤกษ์ 2549), được đặt theo tên của loài cây này; ratchaphruek là tên gọi khác của dok khuen.
Muồng hoàng yến, được gọi là kanikkonna là hoa tượng trưng cho bang Kerala tại Ấn Độ. Hoa muồng hoàng yến có tầm quan trọng lễ nghi trong lễ hội Vishu . Nó còn được gọi là 'amaltas' trong tiếng Hindi và Urdu. Tại Ấn Độ, con tem 20 rupi có hình hoa muồng hoàng yến.
Ở Việt Nam, muồng hoàng yến (hay cây bọ cạp vàng) mọc hoang dại trong các rừng thưa ở các tỉnh Tây Nguyên như Gia Lai, Kon Tum, Đắk Lắk và Đắk Nông. nó cũng còn được trồng nhiều ở đô thị như Hà Nội, Nha Trang, Đà Lạt, Đà Nẵng, Sài Gòn...
Do cây có hoa đẹp, tán rộng, mọc nhanh, không cao quá và có rễ ngang, bám chắc nên muồng hoàng yến rất đáng được quan tâm, chú ý để phát triển nhiều hơn nữa làm cây cảnh quan, cây đường phố. Tuy nhiên cũng cần lưu ý rằng Muồng hoàng yến rất dễ bị sâu đục thân và sâu ăn lá dễ ảnh hưởng thẩm mỹ quan và tuổi thọ cây trồng.

## Ảnh

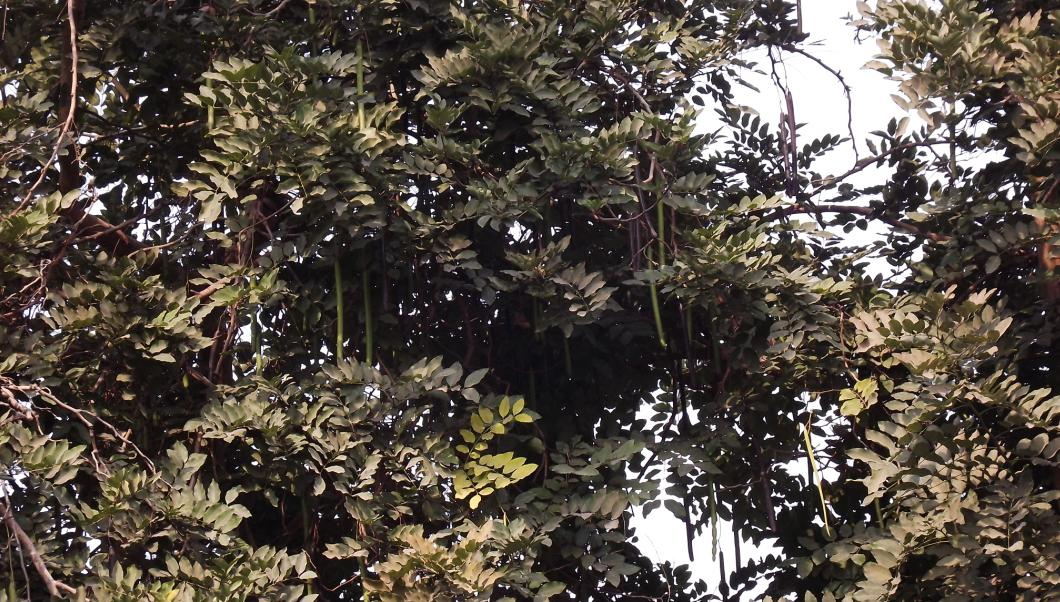
Tán cây khi xanh
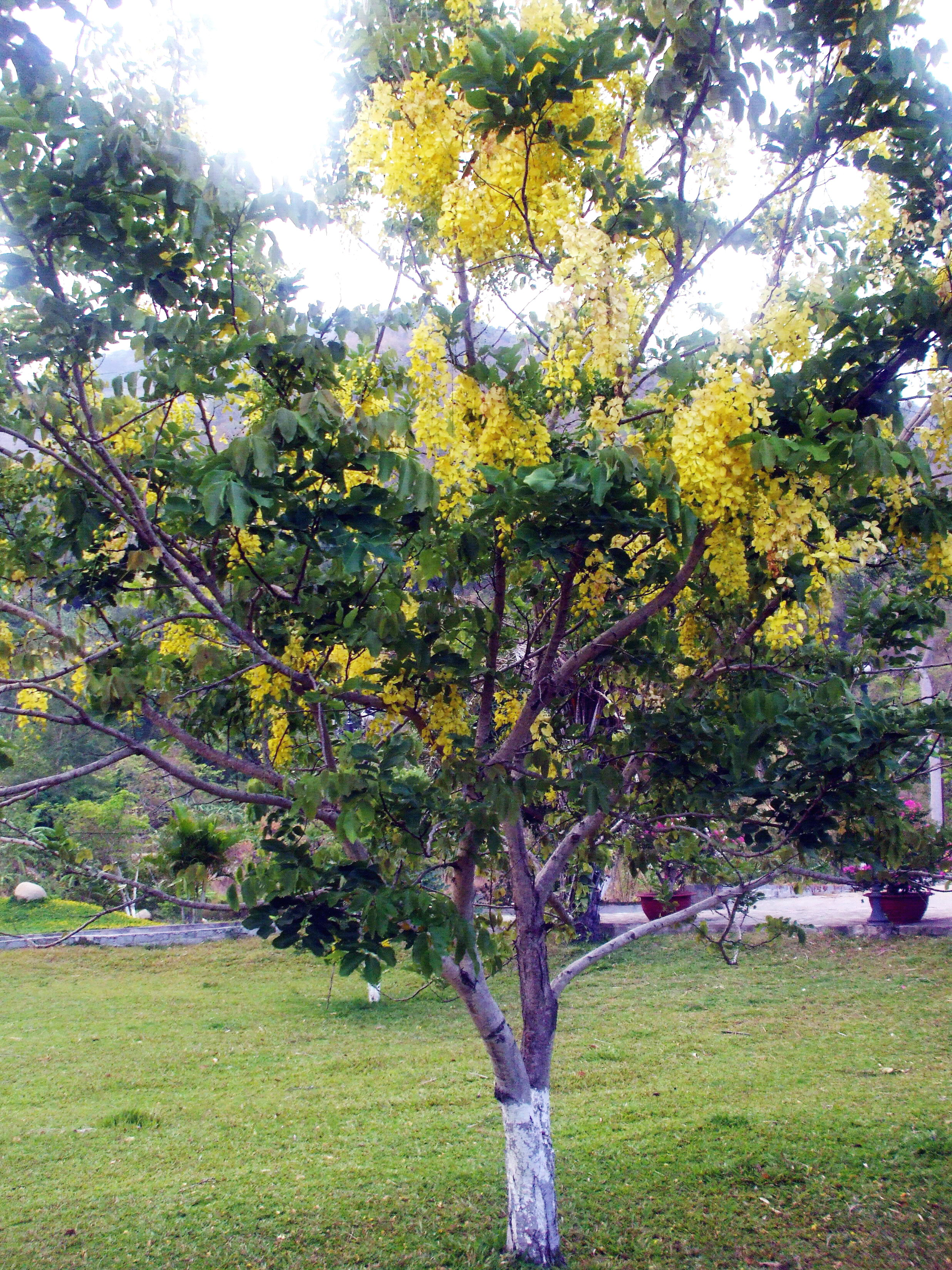
Một cây muồng hoàng yến còn nhỏ
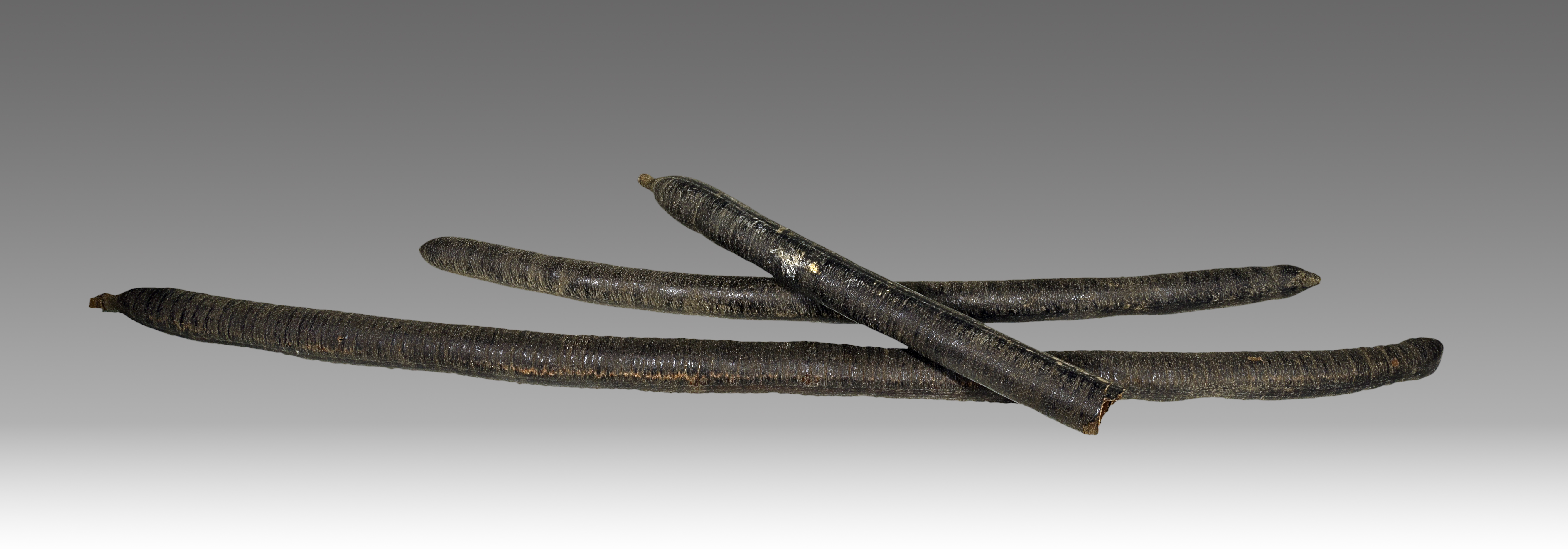
Trái muồng hoàng yến
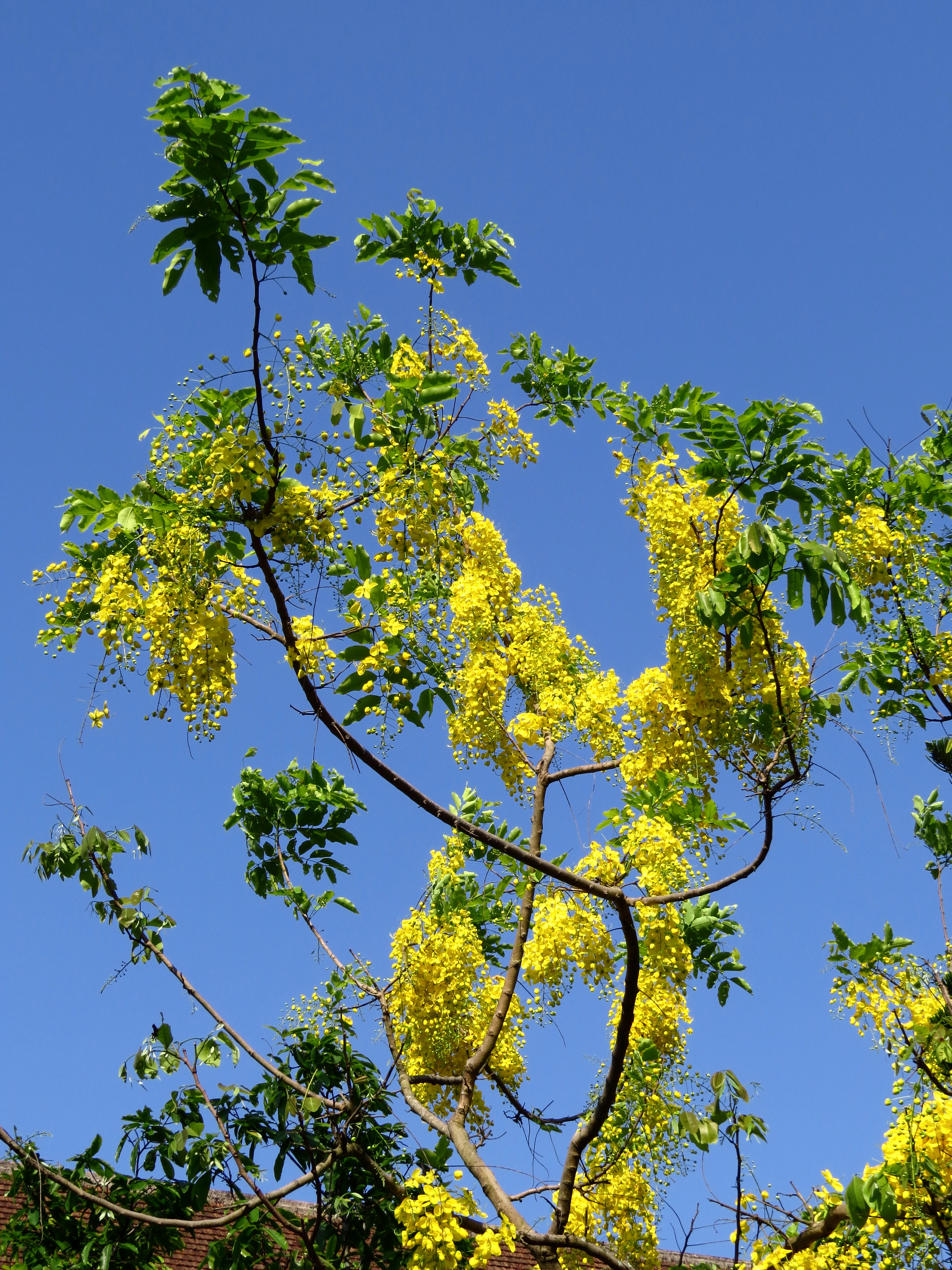
Một cành muồng hoàng yến tại Huế